# Kirk Hammett
Kirk Lee Hammett (født 18. november 1962 i San Francisco) er lead-guitarist i heavy metal-bandet Metallica. Han lærte at spille guitar en alder af 15 år og er en af Joe Satrianis mest kendte elever. Han  blev optaget i Metallica i 1983, efter Dave Mustaine blev fyret. Før Metallica spillede han i bandet Exodus. Kirk Hammett er specielt kendt for sine soloer og sit hurtige spil i samme, og har han endda vundet op til flere priser. Særligt soloen i nummeret "One" blev i 1989 kåret til verdens bedste solo af musikbladet "Rolling Stone". Samme blad gav ham en 11. plads på listen over de bedste guitarister gennem tiderne.
Kirk Hammett bliver ofte betegnet som det mest populære medlem af Metallica pga. sin store karisma. Han bliver dog tit kritiseret for hans brug af wah-pedaler i hans soloer, men han har udtalt "de bliver nødt til at skære mine ben af før jeg stoppper med at bruge wah-pedaler. Det er en del af min personlighed". Dette skyldes måske at en af hans største idoler, Jimi Hendrix, benyttede wah-pedalen flittigt og Kirk har tidligere brugt dele af Hendrix' sange i sine soloer.

## Guitarer

### ESP
- ESP Flying V
- ESP Mummy
- ESP Ouija Black
- ESP Ouija White
- ESP Skull
- ESP Spider
- ESP Wavecaster
- ESP KH-20 (20th Anniversary)
- ESP White Zombie
- ESP Greenburst
- ESP Caution Hot

### Gibson
- Gibson Les Paul
- Gibson Flying V

Kirk bruger, og har brugt, mange flere guitarer. Kirk og Metallicas anden guitarist James Hetfield har tilsammen mere end 600 guitarer.